# Marguerite Yourcenar
Marguerite Yourcenar pe numele său adevărat Marguerite Cleenewerck de Crayencour (n. 8 iunie 1903, Bruxelles - d. 17 decembrie 1987, SUA) a fost o eseistă, poetă, profesor universitar, romancieră, traducătoare și scriitoare de limbă franceză de origine belgiană, care a trăit marea majoritate a vieții sale în Franța și Statele Unite ale Americii.

## Date biografice
Marguerite Cleenewerck de Crayencour s-a născut la Bruxelles, Belgia și a fost crescută de tatăl său, Michel de Crayencour, în Franța.
Debutează în 1921 cu un poem, Jardin des Chimères, inspirat de legenda lui Icar, volum finanțat de tatăl său. În 1929 apare primul său roman publicat de o editură comercială: Alexis. După Al Doilea Război Mondial, se stabilește în SUA și o are drept colaboratoare și parteneră de viață pe profesoara Grace Frick.
În 1979 devine membră a Academiei Regale de Limba și Literatura Franceză din Belgia. Este prima femeie care intră în Academia Franceză, în 1980, iar în 1982 devine membră a Academiei Americane de Arte și Litere. A primit numeroase premii, printre care: Prix Femina în 1968, Grand Prix National des Lettres în 1975, Premiul Academiei Franceze în 1977, Premiul Erasmus în 1983

## Operă literară
- Le Jardin des chimères (1921)
- Alexis ou le Traité du vain combat (1929, roman)

- (trad. rom.) Alexis

- La Nouvelle Eurydice (1931, roman)
- Le Denier du rêve (1934, roman)
- La Mort conduit l'Attelage (1934)

- (trad. rom.) Obolul Visului

- Feux (1936, poeme în proză)
- Nouvelles orientales (1938)

- (trad. rom.) Povestiri Orientale

- Les Songes et les Sorts (1938)
- Le Coup de grâce (1939, roman)

- (trad. rom.) Lovitura de grație

- Mémoires d'Hadrien (1951)

- (trad. rom.) Memoriile lui Hadrian

- Électre ou la Chute des masques (1954)
- Qui n'a pas son Minotaure? (1963)
- L'Œuvre au noir (1968)

- (trad. rom. de Sanda Oprescu) Piatra filozofală

- Chenonceaux (1960)
- Souvenirs pieux (1974)
- Archives du Nord (1977)
- Mishima ou la vision du vide (1981, eseu)

- (trad. rom.) Mishima sau viziunea Vidului

- Comme l'eau qui coule (1982)

- (trad. rom.) Ca o apa care curge

- Le temps, ce grand sculpteur (1983)
- Les charités d'Alcippe, poème (1984)
- Quoi ? L'éternité (1988)
- D'Hadrien à Zénon : correspondance, 1951-1956, 2004